# Смерть у життя
Смерть у життя (англ. Death into Life) — філософський науково-фантастичний роман англійського письменника Олафа Стейплдона. Вперше надрукований у 1946 році британським видавництвом Methuen. Роман містить численні посилання до більш ранніх робіт Стейплдона; це справжнє філософське есе, яке можна назвати квінтесенцією світогляду автора.

## Загальна характеристика
Як і у більшості романів Стейплдона у творі відсутні класичні персонажі та сюжет. Умовним героєм книги виступає Дух Людський. Дух — це незримі узи, що поєднують людство, єдність всіх людей планети в одній суперсутності. Чим більше люди йдуть назустріч один одному, усувають внутрішньовидове протистояння за класовим, національним, політичним чи якимось іншим принципом, тим сильніший Дух Людський. Ця концепція перегукується з поняттями суб'єктивного і об'єктивного духу у Гегеля, але дух у Стейплдона — не щось абстрактне, а явище, що має самосвідомість.
Золотий час Духа Людського — первісні часи. Всі в громаді були рівними і в горі, і в радості. Але з розвитком цивілізації та виникненням соціального розшарування, появою торгівлі та міст все почало змінюватися. Рід людський зав'яз у гріхах поділу, протиставлення інтересам Духу інтересів вузької групи піднесених. Син Людський, котрий, звичайно ж, не був богом, спробував спокутувати гріхи свого світу. Мовою свого часу він доносив до оточуючих правду про бога, а по суті — про Любов. На жаль, згодом запал вчення почав гаснути і перекручуватися. Дух Людський пов'язав свої сподівання з розвитком науки — цього концентрованого виразу розуму. Але знову сили поділу взяли гору — прогрес у незрілому суспільстві призвів до ще більшої атомізації і був використаний у двох страшних війнах...
Другу війну закінчено, але переможці не об'єднані в Дусі. Колишні союзники з підозрою дивляться один на одного, намагаючись розв'язати новий конфлікт. На Заході спрага наживи та влада грошей не дає Духу зайняти належне місце у помислах людей. На сході перемога Революції змінилася мурашиною державою підпорядкування та дисципліни.

## Сходження до єднання
Шлях у майбутнє не буде легким, проте людство рано чи пізно об'єднається, але це єднання буде здійснено не в ім'я Духа, а механічно. Хоч люди житимуть на одній планеті та в одній державі, їх суспільство терзатимуть протиріччя. Та цей період не вічний — Дух Людський змусить людей об'єднатися на справжній, вже усвідомлюваній основі.
Період єднання характеризуватиметься бурхливим розвитком пізнання. Дух Людський починає терзати невиразна туга по спілкуванню з собі подібними. Тривалі пошуки, втім, нічого не дадуть, і люди займуться нагальнішими питаннями. Шість людських світів, шість новостворених рас на планетах Сонячної системи стали взірцем служіння Духу. Але Дух Людський не може протистояти сліпій стихії природи — йому залишилися лічені сторіччя до катастрофи центрального світила. Сонцю, як у «Останніх та перших людях», «Останніх людях у Лондоні» судилося стати могильником майбутньої цивілізації.
Автор подає два потенційні шляхи, якими може рухатися як окремий індивід, так і соціальна група, щоб жити в гармонії з Духом. Перший шлях — Дія. Дія на благо Людини та людяності. Представником цього шляху був Механік екіпажу літака, семеро членів якого загинули під час однієї з невідомих битв Другої світової. До війни хлопець ясно бачив несправедливість цього світу, адже виріс у міських нетрях мегаполісу. Основне кредо цього напрямку — загальне щастя, яке варте того, щоб померти за нього. Інший шлях — смирення. Цим шляхом все життя йшла свята зі зруйнованого війною міста. Звертаючи свої молитви до абстрактного бога, вона волала до Духа, сама того не усвідомлюючи.

## Смерть як перехід
Важливе місце у філософській концепції, представленій у романі, займає проблема смерті. Смерть за Стейплдоном — це не щось завершальне, це розчинення в наступному рівні Духа. У кінці книги, де йдеться про старіючу людину, навчений життєвим досвідом Автор спокійно розмірковує про кінець індивідуального життя, розглядаючи його як належне. Починається роман також смертю — гине Кормовий стрілець та інші члени екіпажу бойової машини, підбитої ворогом. Що пізнав, що встиг у своєму житті протяжністю 19 років Кормовий стрілець? Як і у багатьох інших людей, його існування було сповнене метушні та помилок. Але помираючи, він відкриває у собі не побутову свідомість, а інше, справжнє «Я». Розчиняючись у Дусі і втрачаючи самість Кормовий стрілець ясно побачив масштаб Загального, частиною якого він став. Мимоволі семеро юнаків, які раніше не знали один одного, але були спаяні в бойовий екіпаж протягом останніх місяців перед смертю, утворили Дух екіпажу. Дух екіпажу став складовою Духа Битви — всіх померлих у цьому бойовищі. Тут зійшлися військові та цивільні, вороги та товариші. Втім, дух може розпадатися, його головний ворог — індивідуалізм, як прижиттєвий, так і посмертний.
Наступний етап сходження до Єднання — смерть Духа Людського. Через свою смерть Дух Людський усвідомлює, що є частиною Вселенського Духа. У ньому Любов, Творення та Пізнання виражені ще яскравіше. У Дусі Всесвіту зливаються всі розумні та гуманні цивілізації, що існують у нашому світі. Але це ще не все. Оскільки світів безліч, у кожному є свій Вселенський Дух. Усі вони утворюють Душу Космосу. Це найвищий ступінь самосвідомості розуму.
Що за межами Душі Космосу? «Творець зірок», який у цьому романі називається Інший або Темний Чужинець. Він — творець світів, далекий відгук гегелівського Абсолюту. У акті любові між творінням, що досягло вершини уявимої для себе досконалості, і творцем можна побачити апогей космічного взаємодії. Втім, Інший байдужий до своїх численних творінь і не відповідає на шепіт молитви чи крик прокляття. Його присутність лише невиразно відчувається... Чи зламає шкаралупу перепони Душа Космосу і поєднається з Іншим у смертному екстазі або так і застигне в німих конвульсіях — закінчення цього процесу недоступне для візії Духа Людського. Занадто багато еонів, надто багато смертей; те, що далеко попереду — губиться в хисткому серпанку майбутнього...

## Інше
Аlter ego Стейплдона, яке розмірковує про своїх дорослих дітей, у цілком марксистському дусі називає їх не тільки результатом виховання батьків, а й продуктом суспільства свого часу; діти представляють інше покоління, частина їх світогляду, сформована іншим суспільством, отже може бути чужою найріднішим людям.
Творець (Інший) не має жодного відношення до релігії. Стейплдон визнає еволюцію і в той же час говорить про Адама. Побудови, що здаються містифікацією, насправді виступають ілюстрацією до третього закону діалектики. Незрозуміло, чи ця ідеалістична система зрештою замикається в низці стрибків-сублімацій як змій Уроборос, проте з початку світів і до стадії Душі Космосу найвищою причинною сутністю є Інший (нерелігійний Бог-Творець), якому поклоняються з моменту усвідомлення його присутності. Можливо, тут бачимо варіант лінійного, а не циклічного розвитку, кінцевою метою якого виступає єднання з Абсолютом-Творцем-Іншим. Стейплдон — моніст; розвиток розуму, нехай і алегоричний, представляється рядом якісних стрибків і переходів на нові рівні єдності. Спіраль сходжень, що розгортається перед читачем — ніби ескіз майбутнього величного поступу розуму. Яскравим образом розвитку у романі служить метелик. Метелик, який не покинув лялечку літака, загинув разом із екіпажем; імаго, що розправило крила і готується злетіти.

## Видання та переклади
- Olaf Stapledon. Death Into Life. — London: Methuen, 1946. — 165 р[1].(англ.)
- Olaf Stapledon. Death Into Life // Olaf Stapledon. Worlds of Wonder. — Los Angeles: Fantasy Publishing Company, 1949[2].(англ.)
- Олаф Стэплдон. Из смерти в жизнь (роман, перевод Г. Соловьёвой) // Олаф Стэплдон. Из смерти в жизнь. — М.: РИПОЛ классик, 2021. — С. 37-253. — (Grand Fantasy). — ISBN 978-5-386-14468-5[3].(рос.)
- Olaf Stapledon. Morte nella Vita (traduzione di Alessio Severo). — Gaeta: Passerino, 2024. — 185 p. — ISBN‎ 979-1-223-05822-0[4].(італ.)

### Самвидав
- Олаф Стэплдон. Из смерти в жизнь (роман, перевод Г. Соловьёвой) // Олаф Стэплдон Тьма и Свет. — Минск: Подсолнечник, 2007. (по факту вийшла в 2018 р.) — С. 611—776. — (ШФ (продолжатели))[5].(рос.)
- Олаф Стэплдон. Из смерти в жизнь (роман, перевод Г. Соловьёвой). — Лемберг: Жемчужина, 2015. — 230 с. — (Зарубежная фантастика «Мир» (продолжатели))[6].(рос.)